# Коломна (футбольный клуб)
«Коло́мна» — российский профессиональный футбольный клуб из города Коломна Московской области, выступающий в дивизионе «Б» Второй лиги.

## История футбола в Коломне

### Довоенная история
Первая футбольная команда в Коломне появилась при Коломенском гимнастическом обществе, образовавшемся в августе 1906 года при Коломенском машиностроительном заводе. Около 1912 года у КГО появилась форма: красные рубашки с эмблемой «КГО» и белые шорты. В 1923 году команда Коломны СФК приняла участие в первом чемпионате СССР, проходившего в рамках первого всесоюзного праздника физической культуры в Москве, где пробились в полуфинал, войдя в четвёрку сильнейших команд страны.

### Послевоенная история
Впервые в послевоенные годы на всесоюзной арене футбольная Коломна была представлена командой «Дзержинец» в 1948 году. Два сезона паровозостроители провели во второй группе, занимая, соответственно, 9-е и 10-е места среди 14 команд. После этого «Дзержинец» 11 лет участвовал только в первенствах общества и Московской области.
В 1960 году команда тепловозостроительного завода — «Авангард» — вернулась на всесоюзную арену в класс «Б», где и провела восемь сезонов с 1960 по 1969 год, с перерывом в 1961-62 гг. Лучшим результатом выступлений стало 4-е место в 1964 году. После реформы футбольного хозяйства страны в 1970 году (тогда был упразднен класс «Б») тепловозостроители и вовсе потеряли место во всесоюзных соревнованиях. Команда стала играть на первенство Московской области в высшей группе, но вскоре скатилась во вторую.
В это время на ведущие роли в городе вышла другая команда Завода тяжёлого станкостроения (ЗТС) «Ока». Станкостроители — пятикратные чемпионы Московской области, пятикратные обладатели кубка Московской области и шестикратные обладатели приза лётчика-космонавта В. Н. Волкова. В 1988 году «Ока» стала победителем зонального турнира первенства КФК и спустя 20 лет вернула большой футбол в город, дебютировав в 1989 году во второй союзной лиге.
В 1990 году началось возрождение «Авангарда». Противостояние двух коломенских команд привело к тому, что в первом российском чемпионате 1992 года оба клуба стартовали в одной зоне второй лиги и финишировали по соседству. Ещё в четырёх российских первенствах Коломну представляли обе команды (в 1993 и 1996 годах также играли в одной зоне — второй и третьей лиги, соответственно), лучшим результатом выступлений стало 2-е место во второй лиге, занятое «Виктором-Авангардом» в 1993 году (спонсором клуба тогда была фирма «Виктор», президентом которой являлся Виктор Дрожжин — создатель команды «Виктор-Гигант» Воскресенск, фирма также спонсировала хоккейный клуб «Химик» Воскресенск и футбольный клуб «Локомотив» Москва). Перед началом сезона 1994 года новым спонсором клуба стала Коломенская региональная топливно-энергетическая компания (КОРТЭК), команда стала называться «Авангард-Кортэк».
В Коломне начали свой путь три заслуженных мастера спорта по футболу — С. С. Ильин, В. А. Чистохвалов и Э. В. Малофеев, а также П. Н. Пчеликов и М. М. Мустыгин.

## История клуба

### Названия клуба
- 1906—1919 — КГО (Коломенское гимнастическое общество)
- 1919—1923 — СФК (Голутвинская секция физической культуры)
- 1923—1936 — «КФК» (Кружок физической культуры)
- 1936—1942 — «Дзержинец»
- 1942—1945 — «Трактор»
- 1945—1952 — «Дзержинец»
- 1953—1993 — «Авангард»
- 1993 год — «Виктор-Авангард»
- 1994—1996 — «Авангард-Кортэк»
- 1997 год — «Коломна-820», «Коломна»
- с 1998 года — «Коломна»

### «Коломна»

#### Объединение «Авангарда» и «Оки»; поглощение «Гиганта» (Воскресенск) и московской «Роды»
Перед началом сезона 1997 года в Коломне был создан муниципальный футбольный клуб «Коломна-820» (1997 год — год 820-летия города Коломна; по ходу сезона стал называться «Коломна»), который объединил две коломенские команды: «Авангард», основанный в 1906 году, и «Оку», основанную в 1923 году. Перед стартом сезона 1998 года клуб «Коломна» объединился с командой «Гигант» Воскресенск — чемпионом России-1997 среди любительских футбольных клубов в зоне «Московская область» и командой «Рода» (Москва). В клуб вновь пришёл Виктор Дрожжин, который был заявлен в качестве игрока.
Последнее крупное достижение «Коломны» приходится на 1999 год, когда клуб занял второе место во втором дивизионе. Дальше последовал закат команды, в 2000 году — 12-е место. По результатам чемпионата 2001 года «Коломна» (19-е место из 20 команд) должна была покинуть профессиональный футбол, но решением ПФЛ коломенская команда была оставлена в зоне «Центр». Но на следующий сезон, заняв 18-е место из 20 команд, клуб потерял место во втором дивизионе и стал выступать в турнире любительских команд.

#### Вылет в третий дивизион
Позже провёл десять сезонов в третьем дивизионе, где лучшим результатом стало шестое место (2008, 2011/2012) и выход в финал кубка Московской области (2011/2012, 2012).
В 2012 году первенство ЛФК в зоне «Московская область» было решено проводить в один круг. «Коломна» усилилась рядом иногородних футболистов, имеющих опыт выступления в более высоких лигах. В этом сезоне команда второй раз подряд попала в финал Кубка среди любителей и уступили в серии послематчевых пенальти щелковской «Спарте»; заняла первое место в чемпионате и поднялась во второй дивизион.

#### Возвращение в профессиональный футбол
Сезон 2013/14
В первый сезон после возвращения в профессиональный футбол состав клуба полностью обновился, и команда взяла хороший старт: в первой части чемпионата, на своём поле уступила только дважды. Однако, с приходом нового главного тренера — Эдуарда Дёмина в январе 2014-го, полностью провалила весенний отрезок первенства, добившись только одной победы — в последнем матче был обыгран с минимальным счётом принципиальный соперник «Знамя Труда». Итоговое — 13-е место из 17 участников.
Сезон 2014/15
Главным достижением сезона является выход в 1/32 финала Кубка России. Это случилось впервые за 21 год после выхода «Виктор-Авангарда» в 1/16 финала Кубка России 1993/94. По ходу турнира коломенцам удалось пройти «Орёл» (2:0), курский «Авангард» (2:1) и брянское «Динамо» (3:0). В 1/32 финала, игравшейся на стадионе «Авангард», в присутствии 2500 зрителей команда уступила представителю ФНЛ «Тосно» со счётом 1:4.
Итоговое место в первенстве — 15-е из 16-ти.
Сезон 2015/16
Этот сезон клуб провёл крайне неудачно: заняв последнее место, в 28 матчах Первенства России по футболу в зоне «Запад» было одержано лишь две победы. В общей сложности набрано только 10 очков — ровно в два раза меньше, чем у ближайшего соперника, петрозаводской «Карелии» (20). Ближе к концу сезона, 1 мая, команду покинул главный тренер Владимир Бондаренко. 23 мая ему на смену пришёл экс-главный тренер «Подолья» Александр Бодров. В период до назначения Бодрова исполняющим обязанности главного тренера команды был бывший игрок клуба Сергей Пискарев.
25 мая стало известно, что «Коломна» успешно прошла процедуру лицензирования и была допущена для участия в Первенстве ПФЛ и Кубке России в сезоне 2016/17.
Сезон 2018/19

Эмблема клуба до августа 2020 года

Команда стартовала неудачно: лишь один набранный балл в пяти матчах, и закономерно полученные отрицательные отзывы от болельщиков и окружения клуба. В розыгрыше Кубка «Коломна» также не задержалась, вылетев на первой стадии 1/128 финала от раменского «Сатурна». Однако осенью команда преобразилась и выступила на очень высоком уровне. С сентября и до окончания осеннего отрезка чемпионата «Коломна» одержала пять домашних побед подряд (из них три были волевыми). 3 ноября 2018 накануне матча против смоленского «Днепра» был подписан спонсорский контракт с группой компаний «АТЕК», что подразумевало под собой более стабильную ситуацию по финансовым вопросам клуба. По итогам первой части сезона, набрав 20 очков в 16 матчах, команда занимала 9-е место, отставая от 4-го лишь на шесть баллов.
Команда неудачно начала весеннюю часть чемпионата с поражений от «Пскова-747» (1:6) и «Знамени Труда» (0:4), и был расторгнут контракт с Денисом Зубко, руководившим тренировочным процессом два года. При этом на момент ухода он уже не являлся главным тренером, так как перед возобновлением сезона на эту позицию в заявочный лист был внесён Василий Рожнов, пришедший в клуб в феврале 2019 из «Знамени Труда». Однако перестановки в тренерском штабе не помогли: в 8 матчах весенней части сезона команда набрала лишь один балл, сыграв вничью с «Муромом» (2:2), и проиграв остальные семь матчей с общим счётом 3-30.

## Статистика выступлений

### «Дзержинец», «Авангард», «Виктор-Авангард», «Авангард-Кортэк»
| Год  | Турнир                                      | Место | И  | В  | Н  | П  | Г     | О  | Кубок                 | Бомбардир (чемпионат)  |
| ---- | ------------------------------------------- | ----- | -- | -- | -- | -- | ----- | -- | --------------------- | ---------------------- |
| 1936 | -                                           | -     | -  | -  | -  | -  | -     | -  | 1/32                  |                        |
| 1937 | -                                           | -     | -  | -  | -  | -  | -     | -  | 1/64                  |                        |
| 1939 |                                             |       |    |    |    |    |       |    | 1/16                  |                        |
| 1943 | Чемпионат Кирова                            | 1     |    |    |    |    |       |    |                       |                        |
| 1944 | Чемпионат Кирова                            | 1     |    |    |    |    |       |    |                       |                        |
| 1946 | Чемпионат Московской области, Вторая группа | 1     |    |    |    |    |       |    |                       |                        |
| 1947 | Чемпионат Московской области, Первая группа | 1     | -  | -  | -  | -  | -     | -  |                       |                        |
| 1948 | Чемпионат СССР, Группа II, 1 Зона РСФСР     | 9     | 26 | 7  | 4  | 15 | 37-49 | 18 | -                     |                        |
| 1949 | Чемпионат СССР, Группа II, 4 Зона РСФСР     | 10    | 26 | 8  | 5  | 13 | 31-48 | 21 | -                     |                        |
| 1950 | КФК РСФСР, Московская зона, 2 группа        |       |    |    |    |    |       |    |                       |                        |
| 1951 | КФК, Подмосковная зона, 2 подгруппа         | 2     | -  | -  | -  | -  | -     | 25 | -                     |                        |
| 1952 | КФК, Подмосковная зона, 2 подгруппа         | 5     | -  | -  | -  | -  | -     | 11 | -                     |                        |
| 1953 | КФК, Подмосковная зона                      | 2     | 7  | 4  | 2  | 1  | 9-10  | 10 | -                     |                        |
| 1954 | КФК, Подмосковная зона                      | 2     |    |    |    |    |       | -  | -                     |                        |
| 1955 | КФК, Подмосковная зона                      | 5     | -  | -  | -  | -  | -     | -  | -                     |                        |
| 1956 | КФК, Подмосковная зона                      | 2     | -  | -  | -  | -  | -     | -  | -                     |                        |
| 1957 | КФК, Подмосковная зона                      | 2     | -  | -  | -  | -  | -     | -  | Обл                   |                        |
| 1958 | КФК, Подмосковная зона                      | 2     | -  | -  | -  | -  | -     | -  | -                     |                        |
| 1959 | КФК, Подмосковная зона                      | 3     | -  | -  | -  | -  | -     | -  | -                     |                        |
| 1960 | Чемпионат СССР, Класс Б, РСФСР, 2 зона      | 10    | 28 | 7  | 8  | 13 | 40-48 | 22 | -                     |                        |
| 1963 | Чемпионат СССР, Класс Б, РСФСР, 2 зона      | 7     | 32 | 14 | 6  | 12 | 42-37 | 34 | 1/4 зоны 2            |                        |
| 1964 | Чемпионат СССР, Класс Б, РСФСР, 1 зона      | 4     | 32 | 14 | 10 | 8  | 27-26 | 38 | 1/8 зоны 1            |                        |
| 1965 | Чемпионат СССР, Класс Б, РСФСР, 1 зона      | 11    | 34 | 12 | 10 | 12 | 32-36 | 34 | 1/16 зоны 1           |                        |
| 1966 | Чемпионат СССР, Класс Б, РСФСР, 1 зона      | 10    | 32 | 8  | 12 | 12 | 28-45 | 28 | 1/2 зоны 1            |                        |
| 1967 | Чемпионат СССР, Класс Б, РСФСР, 1 зона      | 14    | 34 | 8  | 12 | 14 | 17-33 | 28 | финал зоны 1          |                        |
| 1968 | Чемпионат СССР, Класс Б, РСФСР, 2 зона      | 6     | 32 | 13 | 10 | 9  | 41-29 | 36 | 1/2 зоны 2 (аннулир.) |                        |
| 1969 | Чемпионат СССР, Класс Б, РСФСР, 1 зона      | 5     | -  | -  | -  | -  | -     | -  | -                     |                        |
| 1973 | Чемпионат Московской области, Высшая группа | ?     |    |    |    |    |       |    | -                     |                        |
| 1975 | Чемпионат Московской области, Высшая группа | 6     | 20 | 9  | 2  | 9  | 30-29 | 20 | -                     |                        |
| 1976 | Чемпионат Московской области, Высшая группа | 3     | 20 | 12 | 3  | 3  | 36-20 | 27 | -                     |                        |
| 1983 | Чемпионат Московской области, Высшая группа | 9     | 26 | 8  | 5  | 13 | 19-34 | 21 | -                     |                        |
| 1985 | Чемпионат Московской области, Высшая группа | 9     | 26 | 9  | 6  | 11 | 34-41 | 24 | -                     |                        |
| 1986 | Чемпионат Московской области, Высшая группа | 8     | 30 | 11 | 4  | 15 | 33-49 | 26 | 1/128                 |                        |
| 1989 | Чемпионат Московской области, Первая группа | 1     |    |    |    |    |       |    | -                     |                        |
| 1990 | Чемпионат Московской области, Первая группа | 1     | 26 | 15 | 8  | 3  | 57-53 | 38 | Обл                   |                        |
| 1991 | КФК, шестая зона, «Центр», Первая группа    | 5     | 30 | 16 | 8  | 6  | 53-31 | 40 | -                     | Геннадий Филлипов — 13 |
| 1992 | Вторая лига, третья зона                    | 9     | 40 | 20 | 9  | 11 | 64-42 | 49 | 1/256                 | Геннадий Филлипов — 16 |
| 1993 | Вторая лига, четвёртая зона                 | 2     | 42 | 30 | 4  | 8  | 86-32 | 64 | 1/16                  | Александр Антонов — 18 |
| 1994 | Вторая лига, зона «Запад»                   | 16    | 40 | 11 | 6  | 23 | 38-69 | 28 | 1/128                 | Салех Абдулкаюмов — 14 |
| 1995 | Вторая лига, зона «Запад»                   | 18    | 42 | 11 | 9  | 22 | 55-67 | 42 | 1/128                 | Сергей Беспалых — 13   |
| 1996 | Третья лига, третья зона                    | 7     | 38 | 18 | 4  | 16 | 49-47 | 58 | 1/64                  | Сергей Беспалых — 25   |

### «Коломна»
| Год     | Турнир                                                    | Место | И  | В  | Н  | П  | Г     | О  | Кубок                   | Бомбардир (чемпионат)                                                                                    |
| ------- | --------------------------------------------------------- | ----- | -- | -- | -- | -- | ----- | -- | ----------------------- | --- |
| 1997    | Третья лига ПФЛ, 3-я зона                                 | 10    | 40 | 15 | 12 | 13 | 49-40 | 57 | 1/128                   | Александр Рогачёв — 15                                                                                   |
| 1998    | Второй дивизион, зона «Центр»                             | 13    | 40 | 14 | 8  | 18 | 57-72 | 50 | 1/128                   | Андрей Болдин — 19                                                                                       |
| 1999    | Второй дивизион, зона «Центр»                             |       | 36 | 22 | 6  | 8  | 68-44 | 72 | 1/128                   | Андрей Болдин — 21                                                                                       |
| 2000    | Второй дивизион, зона «Центр»                             | 12    | 38 | 12 | 9  | 17 | 36-63 | 45 | 1/256                   | Андрей Болдин — 12                                                                                       |
| 2001    | Второй дивизион, зона «Центр»                             | 19    | 38 | 7  | 9  | 22 | 25-68 | 30 | 1/256                   | Андрей Болдин — 7                                                                                        |
| 2002    | Второй дивизион, зона «Центр»                             | 18    | 38 | 10 | 6  | 22 | 35-51 | 36 | 1/256                   | Пётр Никульшин — 8                                                                                       |
| 2003    | Первенство КФК, МРО «Центр», Московская область, группа А | 10    | 30 | 10 | 6  | 14 | 43-48 | 36 | 1/8                     | Александр Куранов — 11                                                                                   |
| 2004    | ЛФЛ, МРО «Центр», Московская область, группа А            | 11    | 30 | 9  | 7  | 14 | 35-47 | 34 | —                       | Александр Куранов — 6                                                                                    |
| 2005    | ЛФЛ, МРО «Центр», Московская область, группа А            | 10    | 30 | 12 | 5  | 13 | 40-41 | 41 | —                       | Сергей Лутовинов — 18                                                                                    |
| 2006    | ЛФЛ, МРО «Центр», Московская область, группа А            | 7     | 30 | 10 | 10 | 10 | 42-36 | 40 | 1/8                     | Андрей Спирин — 7                                                                                        |
| 2007    | ЛФЛ, МРО «Центр», Московская область, группа А            | 11    | 30 | 9  | 8  | 13 | 41-46 | 35 | 1/16                    | Игорь Гаврилин — 10                                                                                      |
| 2008    | ЛФЛ, МРО «Центр», Московская область, группа А            | 6     | 30 | 15 | 6  | 9  | 55-46 | 51 | 1/16                    | Игорь Гаврилин — 10                                                                                      |
| 2009    | ЛФЛ, МРО «Центр», Московская область, группа А            | 9     | 30 | 12 | 4  | 14 | 43-40 | 40 | 1/2                     | Илья Макеев — 12                                                                                         |
| 2010    | ЛФЛ, МРО «Центр», Московская область, группа А            | 8     | 30 | 12 | 6  | 12 | 37-38 | 42 | 1/4                     | Игорь Гаврилин — 9                                                                                       |
| 2011/12 | Первенство ЛФК, МРО «Центр», Московская область, группа А | 6     | 42 | 22 | 10 | 10 | 87-48 | 76 | финал                   | Игорь Гаврилин — 21                                                                                      |
| 2012    | Первенство ЛФК, МРО «Центр», Московская область, группа А |       | 17 | 13 | 2  | 2  | 34-15 | 41 | финал                   | Сергей Орлов — 15                                                                                        |
| 2013/14 | Второй дивизион, зона «Запад»                             | 13    | 32 | 10 | 5  | 17 | 32-56 | 35 | 1/256                   | Роман Максимов — 8                                                                                       |
| 2014/15 | Первенство ПФЛ, зона «Запад»                              | 15    | 30 | 6  | 5  | 19 | 28-67 | 23 | 1/32                    | Максим Бобылёв — 4 Константин Павлов — 4                                                                 |
| 2015/16 | Первенство ПФЛ, група «Запад»                             | 15    | 28 | 2  | 4  | 22 | 20-65 | 10 | 1/256                   | Роман Джигкаев — 4                                                                                       |
| 2016/17 | Первенство ПФЛ, группа «Запад»                            | 12    | 26 | 4  | 9  | 13 | 19-43 | 21 | 1/256                   | Александр Ершов — 5                                                                                      |
| 2017/18 | Первенство ПФЛ, группа «Запад»                            | 13    | 26 | 5  | 1  | 20 | 18-59 | 16 | 1/128                   | Вячеслав Шакир — 3                                                                                       |
| 2018/19 | Первенство ПФЛ, группа «Запад»                            | 11    | 24 | 6  | 3  | 15 | 26-56 | 21 | 1/128                   | Дмитрий Демидов — 3 Евгений Стародубцев — 3 Александр Асташкин — 3 Илья Грузнов — 3 Евгений Чернышов — 3 |
| 2019/20 | Первенство ПФЛ, группа «Запад»                            | 12    | 17 | 4  | 3  | 10 | 15-24 | 15 | 1/128                   | Максим Андреев — 2 Игорь Турсунов — 2 Дмитрий Суконкин — 2                                               |
| 2020/21 | Первенство ПФЛ, группа 2                                  | 15    | 30 | 5  | 7  | 18 | 38-63 | 22 | 1/64                    | Темур Джикия — 7                                                                                         |
| 2021/22 | Второй дивизион ФНЛ, группа 3                             | 22    | 30 | 7  | 2  | 21 | 39-75 | 23 | 1/256                   | Ираклий Логуа — 12                                                                                       |
| 2022/23 | Вторая лига, группа 3                                     | 20    | 34 | 11 | 7  | 16 | 42-69 | 38 | 2-й раунд пути регионов | Дмитрий Авраменко — 9                                                                                    |
| 2023    | Вторая лига, дивизион «Б», группа 3                       | 17    | 17 | 1  | 5  | 11 | 15-41 | 8  | 1-й раунд пути регионов | Артём Колотыгин — 4                                                                                      |
| 1.      |                                                           |       |    |    |    |    |       |    |                         | |

## Достижения

### СССР
Чемпионат СССР среди команд городов
- Бронзовый призёр: 1923

Кубок СССР
- 1/32 финала: 1936

Кубок РСФСР
- 1/2 финала: 1990

### Россия
Второй дивизион
- Серебряный призёр (2): 1993, 1999

Кубок России
- 1/16 финала: 1993/94

Третий дивизион
- Чемпион: 2012

 Кубок Московской области
- Финалист (2): 2011/12, 2012

Самые крупные победы
- «Авангард» Коломна — «Локомотив-дубль» Москва — 8:0 (1993 г.)
- «Авангард» Коломна — «Иристон» Владикавказ — 7:0 (1995 г.)
- «Коломна» — «Балашиха» — 7:0 (2005 г.)
- «Коломна» — «Ока» Ступино — 5:0 (2012 г.)
- «Титан» Клин — ФК «Коломна» — 0:6 (2012 г.)
- ФК «Коломна» — «Знамя» Ногинск — 6:2 (2021 г.)

Самые крупные поражения
- 04.11.2021. ФНЛ-2, группа 3 (1), Красногорск, Стадион «Зоркий». «Родина» —  «Коломна» — 7:0
- 24.04.2008. Третий дивизион, МРО «Центр», Московская область, группа А. Подольск, стадион «Зенит». «Авангард» (Подольск) — «Коломна» — 8:0
- 02.06.2019. ПФЛ, группа «Центр». Москва, Стадион «Спартаковец». «Велес» (Москва) — «Коломна» — 7:0
- 16.05.1996. Третья лига, зона 3. Ногинск. «Автомобилист» (Ногинск) — «Ока» Коломна — 7:0
- 18.09.1966. Чемпионат СССР. Класс Б, РСФСР, 1 зона. Брянск. «Динамо» (Брянск) — «Авангард» Коломна — 7:0
- 02.08.2023   ФНЛ-2, Коломна, Стадион «Труд». «Квант» (Обнинск)  —   «Коломна»  —  7:0
- 01.08.2024   Кубок-России Амкал Стадион академии ФК «Спартак» имени Черенкова   Амкал Москва--- Коломна --- 8:1

## Болельщики

### Положение дел в любительском футболе
По состоянию на 2010 год «Коломна» имела наиболее многочисленную поддержку фанатов среди любительских клубов Московской области. По неофициальным данным количество болельщиков, участвовавших в поддержке команды во время матчей превышало 300 человек, в основном молодые люди в возрасте от 14 до 23 лет.
В зимнем первенстве 2011 года был совершен самый массовый выезд болельщиков за всю историю клуба: выездной матч в городе Ступино посетило 35 человек. Болельщики добирались до города с тремя пересадками на электричках, затратив на дорогу более восьми часов.
В 2011-м на средний матч чемпионата собиралось от трёх тысяч человек, кубковый — от пяти тысяч. Наибольшее количество зрителей в полуфинале Кубка составило свыше семи тысяч человек. На выездные матчи Кубка, а также ближайших к Коломне других городов, таких как Белоомут (Кубок), Луховицы (Первенство), Люберцы (Кубок) посещали более 200 человек.

### Болельщицкий интерес после возвращения в профессиональный футбол
В первый сезон после возвращения в ПФЛ (2013/14) посещаемость некоторое время оставалась на высоком уровне, несмотря на введение платного входа на стадион (стоимость обычного билета 100 рублей, льготного — 70). Стоит отметить матчи чемпионата против «Руси» (3500 зрителей), а также против «Севера», «Зенита-2», «Строгино» и «Тосно» (по 2500 человек на каждой игре). Однако позже зрительский интерес начал падать. Виной тому стало несколько причин, главными из которых являлись: во-первых, не самые хорошие результаты команды; во-вторых, игры поздней осенью и ранней весной в не самую комфортную для просмотра матчей погоду (последствия перехода на систему «осень-весна»).
В сезоне 2014/15 сильное падение посещаемости притормозило успешное выступление команды в Кубке России, где «Коломна» дошла до 1/32 финала, вылетев от представителя ФНЛ «Тосно». Поверив в команду, болельщики ещё долгое время прилично заполняли стадионы, на которых она играла.
В сезоне-2015/2016 неудовлетворительные результаты и незрелищная игра стали катализатором оттока любителей футбола со стадионов «Авангард» и «Труд». Посещаемость «Коломны» упала более чем наполовину. Ни один матч сезона не собрал на трибунах более тысячи человек.
Статистика посещаемости домашних матчей в чемпионате после возвращения в профессиональный футбол
| Сезон   | Средняя посещаемость | Место по посещаемости | Место в турнирной таблице |
| ------- | -------------------- | --------------------- | ------------------------- |
| 2013/14 | 1623                 | 4 (из 17)             | 13 (из 17)                |
| 2014/15 | 1433                 | 4 (из 16)             | 15 (из 16)                |
| 2015/16 | 689                  | 9 (из 15)             | 15 (из 15)                |
| 2016/17 | 608                  | 6 (из 14)             | 12 (из 14)                |
| 2017/18 | 550                  | 7 (из 14)             | 13 (из 14)                |
| 2018/19 | 925                  | 3 (из 13)             | 11 (из 13)                |

Источник данных — протоколы матчей официального сайта ПФЛ.